# Agylla trichosema
Agylla trichosema là một loài bướm đêm thuộc phân họ Arctiinae, họ Erebidae.